# Stendammen, Bohuslän
Stendammen är en sjö i Lilla Edets kommun i Bohuslän och ingår i Göta älvs huvudavrinningsområde. Sjön är 3,8 meter djup, har en yta på 0,594 kvadratkilometer och befinner sig 116,1 meter över havet.

## Delavrinningsområde
Stendammen ingår i det delavrinningsområde (644465-128394) som SMHI kallar för Ovan VDRID = Gårdaån i Göta älvs vattendragsyta. Medelhöjden är 71 meter över havet och ytan är 56,96 kvadratkilometer. Räknas de 3128 avrinningsområdena uppströms in blir den ackumulerade arean 47 638,33 kvadratkilometer. Avrinningsområdets utflöde Göta älv (Röa) mynnar i havet. Avrinningsområdet består mestadels av skog (61 %) och jordbruk (15 %). Avrinningsområdet har 4,47 kvadratkilometer vattenytor vilket ger det en sjöprocent på 7,8 %. Bebyggelsen i området täcker en yta av 1,68 kvadratkilometer eller 3 % av avrinningsområdet.

## Historik
På 1740-talet utvecklade brukspatron Olof Wenngren ett järnmanufakturverk för tillverkning av spik och dylika järnprodukter i byn Torskog vid Göta älv.  För att få tillräckligt vatten för denna  verksamhet, genomfördes ett omfattande arbete i  Svartedalen i syfte att leda så mycket vatten som möjligt mot Thorskog. Stendammen berördes av detta projekt, som finns närmare beskrivet under uppslagsorden Torrgårdsvatten och Mittevättnorna.

## Bilder

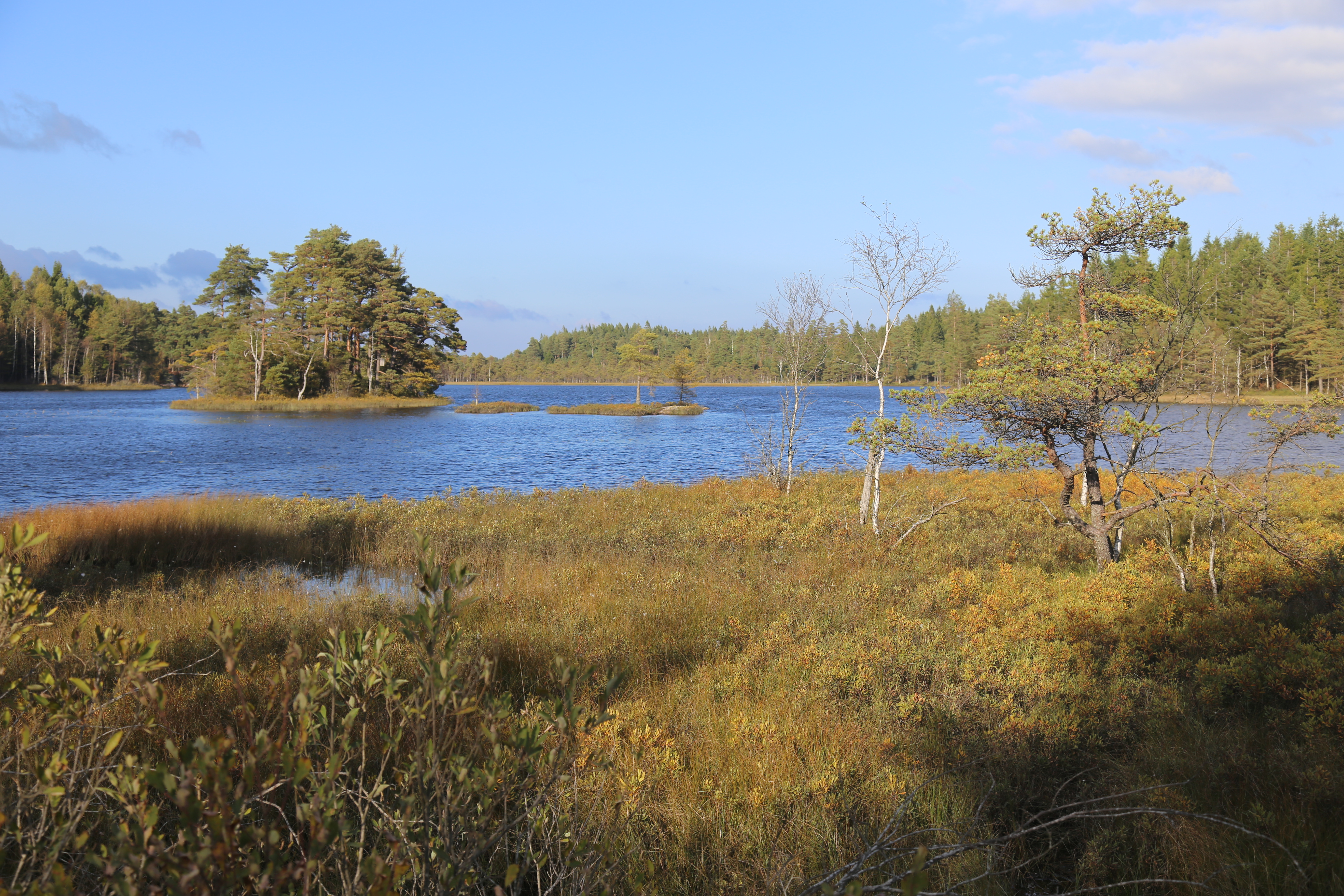
Norra delen av sjön.
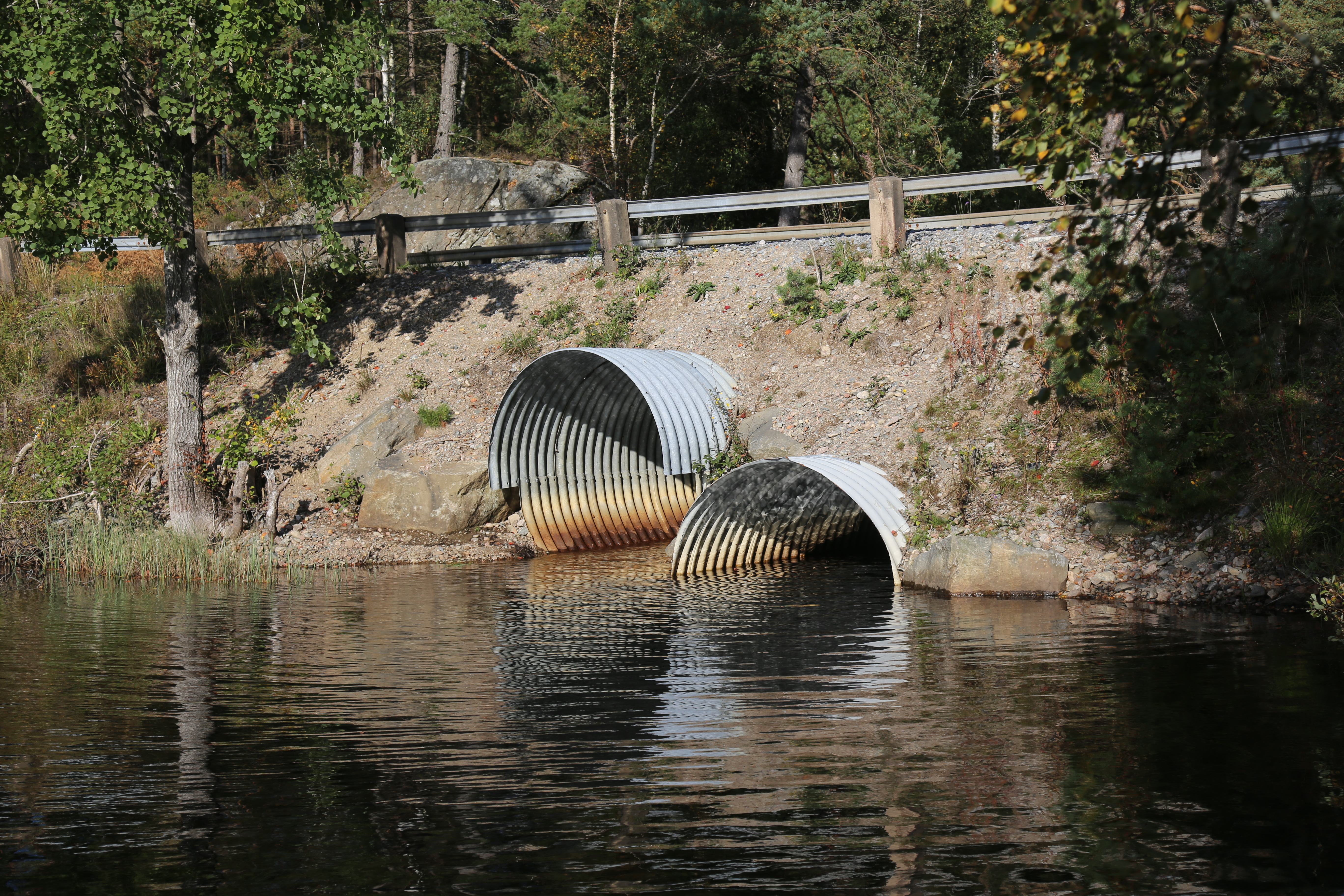
Tunnel mellan Stendammen och Kroksjön.
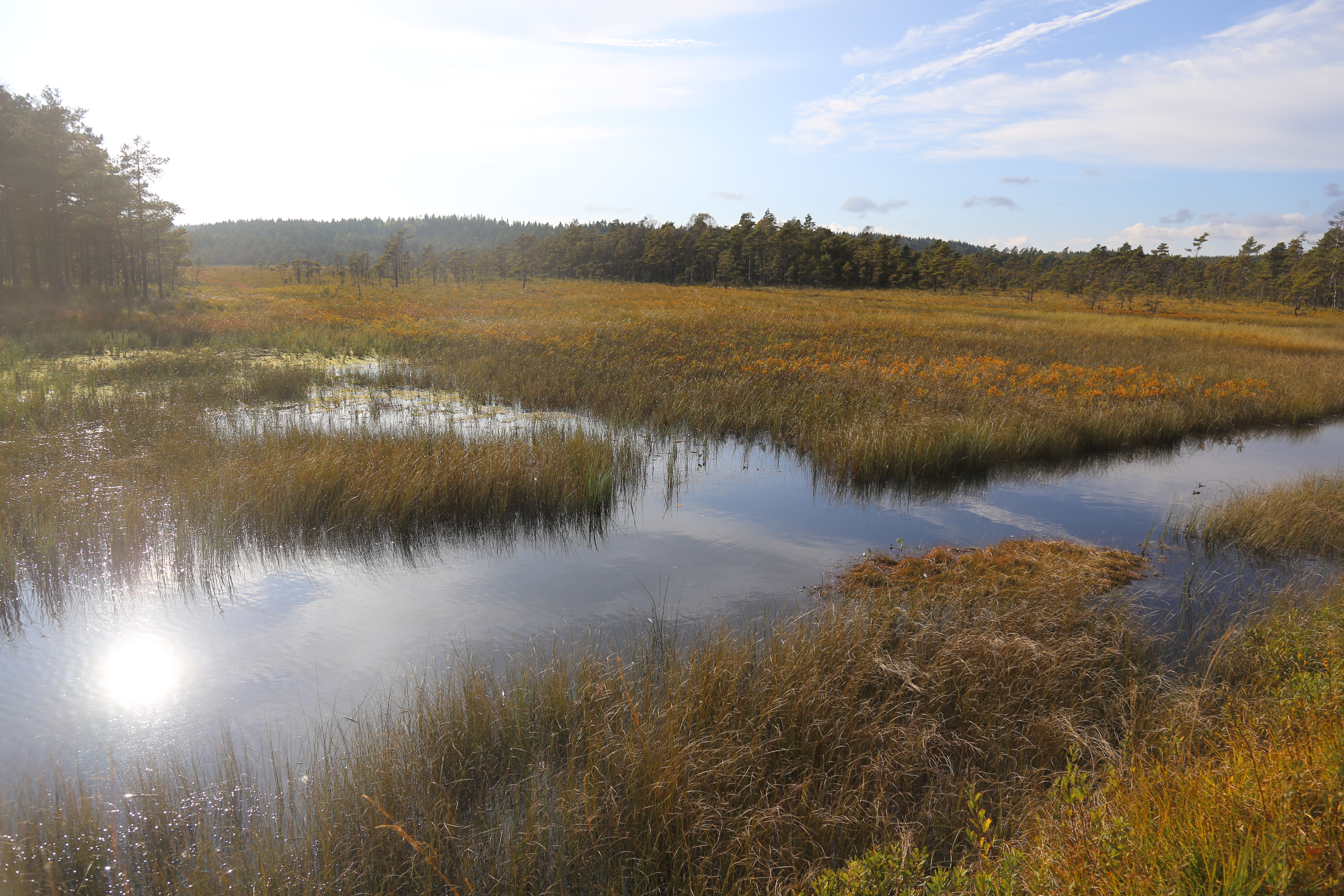
Våtmark mellan Stendammen och Helgesjön.